# زیردریایی (اتریش-مجارستان) کلاس یو-۱
زیردریایی (اتریش-مجارستان) کلاس یو-۱ (به انگلیسی: U-1-class submarine (Austria-Hungary)) یک کلاس از زیردریایی است که طول آن As built: می‌باشد.